# The Ball
The Ball — компьютерная игра в стиле шутера от первого лица и головоломки. Сперва был анонсирован как модификация для Unreal Tournament 3, но Teotl Studios решила усовершенствовать и сделать из него игру, в итоге это должен быть полноценный коммерческий проект. Игра вышла 26 октября 2010 года для ПК, Qualcomm готовит The Ball как эксклюзив для платформы Snapdragon в своём сервисе Snapdragon GameCommand для демонстрации возможностей двухъядерной платформы Snapdragon S3.

## Геймплей
Геймплей являет собой шутер от первого лица и головоломку: при помощи металлического Шара нужно решать разные головоломки и убивать врагов.

## Сюжет
Как археолог, который работал на раскопках в недействующем вулкане где-то в Мексике, протагонист застрял в пещерах, но оказалось, что это что-то больше, чем просто пещеры; это оказались руины, скрытые от человеческого взгляда снаружи, в которых был древний артефакт — серебряно-золотой металлический Шар. Чем больше игрок углубляется в вулкан, тем больше тайн находит.

## Отзывы
| Сводный рейтинг | Сводный рейтинг |
| Агрегатор       | Оценка          |
| --------------- | --------------- |
| GameRankings    | 73,83 %         |

Летом 2018 года, благодаря уязвимости в защите Steam Web API, стало известно, что точное количество пользователей сервиса Steam, которые играли в игру хотя бы один раз, составляет 186 933 человека.